# Anna von Zähringen
Anna von Zähringen (* 1162 in Urach; † 1226) war eine Tochter Bertholds IV. und Heilwigs von Frohburg und die jüngere Schwester von Agnes von Zähringen.
Anna heiratete vor 1181 Ulrich III., den Grafen von Kyburg († 1227). Aus dieser Ehe gingen drei namentlich bekannte Söhne und drei Töchter hervor:
- Werner (etwa 1180–1228), Graf von Kyburg ⚭ Alix (Bertha) von Lothringen (um 1200–1242)
- Hartmann IV., Graf von Kyburg ⚭ Margarete von Savoyen
- Ulrich von Kyburg, Bischof von Chur
- Heilwig von Kyburg (um 1192–1260) ⚭ 1217 Albrecht IV. von Habsburg (um 1188–1239), Landgraf im Elsass
- Mechtild von Kyburg ⚭ Rudolf VII. von Rapperswil
- Adelheid, Gräfin von Kyburg-Dillingen ⚭ Gerhard IV., Graf von Tollenstein und Hirschberg